# Hamm
Hamm este un oraș în landul Renania de Nord-Westfalia, Germania. 

## Personalități născute aici
- Selma Ergeç (n. 1978), actriță turco-germană.